# Ariadaeus (månekrater)
Ariadaeus er et lille, skålformet nedslagskrater på Månen. Det befinder sig på den vestlige bred af Mare Tranquillitatis på Månens forside og er opkaldt efter kong Philip 3. af Makedonien (Philippus Ariadaeus) (ca. 359 – 317 f.Kr.).
Navnet blev officielt tildelt af den Internationale Astronomiske Union (IAU) i 1935. 

## Omgivelser
Ariadaeuskrateret ligger nord for Dionysiuskrateret og vest-sydvest for Aragokrateret. Langs den nordøstlige rand ligger det mindre "Ariadaeus A", og de to danner et dobbeltkrater. 

## Karakteristika
Krateret markerer den østlige grænse for den rille, som hedder Rima Ariadaeus. Denne brede kanal strækker sig i en næsten lige linje mod vest-nordvest og passerer lige nord om Silberschlagkrateret. Der ligger andre riller i nærheden, herunder Rimae Ritter mod sydøst og Rimae Sosigenes mod nordøst.

## Måneatlas
- Billeder af Ariadaeuskrateret i LPI-måneatlasset